# スィゲトヴァール包囲戦
スィゲトヴァール包囲戦（スィゲトヴァールほういせん、ハンガリー語: Szigetvár ostroma、[ˈsiɡɛtvɑ̈ːr ˌoʃtromɒ]、スィゲトヴァール・オシュトロマ、クロアチア語: Bitka kod Sigeta; Sigetska bitka、トルコ語: Zigetvar Kuşatması）は、1566年にウィーンへ向かうオスマン帝国軍がハプスブルク帝国支配下のハンガリー王国ショモジ県スィゲトヴァール郡スィゲトヴァールを包囲しハンガリー王国軍と戦った戦い（1566年8月5日 - 9月8日）である。城の守備兵を指揮したのはハンガリー国王フェルディナーンド1世によってクロアチア・スラヴォニア・ダルマチアの先代のバンに任ぜられていたニコラ・シュビッチ・ズリンスキ (ハンガリー語: Zrínyi Miklós [ˈzriːɲi ˌmikloːʃ] ズリーニ・ミクローシュ)で、オスマン帝国軍はスルタン・スレイマン1世が親征していた。
1566年8月から9月にかけてのこの包囲戦で、オスマン帝国は勝利しスィゲトヴァールを確保しこそしたものの、双方が大勢の兵を失う結果に終わった。最終盤でスレイマン1世が陣没し、ニコラ・シュビッチ・ズリンスキも戦死した。オスマン軍は2万人が戦死し、対する守備兵2300人はほぼ全滅した。後者のうち、最後の日の総攻撃まで生存していたのは600人ほどだった。膨大な被害とスルタンの死により、オスマン軍は同年中に撤退を余儀なくされ、その後1683年の第二次ウィーン包囲までウィーンがオスマン軍の脅威にさらされることはなかった。
17世紀前半のフランスの宰相リシュリューは、スィゲトヴァール包囲戦を「（西方の）文明が救われた戦い」と位置付けている。現在でもハンガリーやクロアチアでは、自国の詩やオペラでこの戦いを語り継いでいる。合唱曲『ウ・ボイ、ウ・ボイ』は、この戦いにおけるズリンスキをうたったクロアチアの愛国歌である。

## 背景

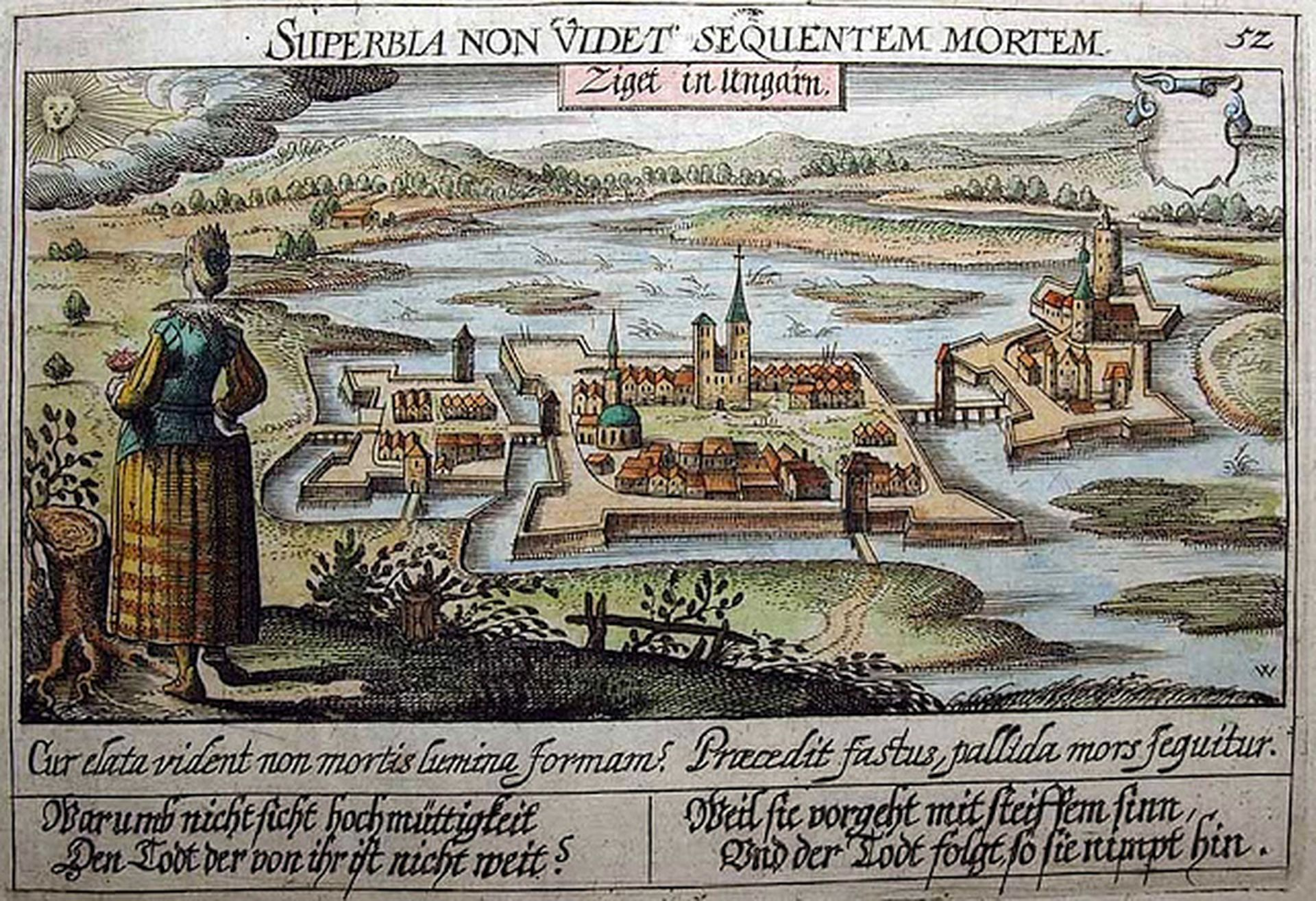
スィゲトヴァール（ダニール・マイスナー、エバーハルト・キーザー画、1625年）

1526年8月29日のモハーチの戦いで、ラヨシュ2世率いるハンガリー王国軍がスレイマン1世率いるオスマン帝国軍に敗北した。ラヨシュ2世が跡継ぎを残さず戦死したので、ハンガリーは独立を失い、ハンガリー王の領土だったクロアチアと共にハプスブルク家とオスマン帝国の間で争奪されることになった。ハプスブルク家のオーストリア大公フェルディナント1世（後の神聖ローマ皇帝、当時の皇帝カール5世の弟）はラヨシュ2世の姉と結婚していたことで、ハンガリー貴族やクロアチア貴族からそれぞれの王に選出されることになった。1527年1月1日、ツェティン城にクロアチア貴族が集結し、全会一致でフェルディナントをクロアチアの王に選出し、その後継者が王位を継承することを確認した。その見返りに、フェルディナントはクロアチアがハンガリーとの連合時代から有していた歴史的権利、自由、法、慣習を尊重し、オスマン帝国の侵攻からクロアチアを守ることを約束した（ツェティン議会）。
一方ハンガリー東部ではトランシルヴァニアの大領主サポヤイ・ヤーノシュがハンガリー王を名乗り、フェルディナントと衝突した。サポヤイ・ヤーノシュはスレイマン1世から、ハンガリー全土の支配を認められていた。1527年、フェルディナントはハンガリー遠征を行い、サポヤイ・ヤーノシュからハンガリーの首都ブダを奪取した。しかし1529年にはオスマン帝国の反撃にあい、1527年から28年に獲得した領土をすべて失ってしまった。逆にスレイマン1世はオーストリアの首都ウィーンを包囲した（第一次ウィーン包囲）ものの、落とすことができず撤退した。これは彼が初めてウィーンを奪取しようとした事例であると共に、オスマン帝国史上で中央ヨーロッパ方面へ最も拡張した時点となった。

## 1566年のオスマン帝国の遠征

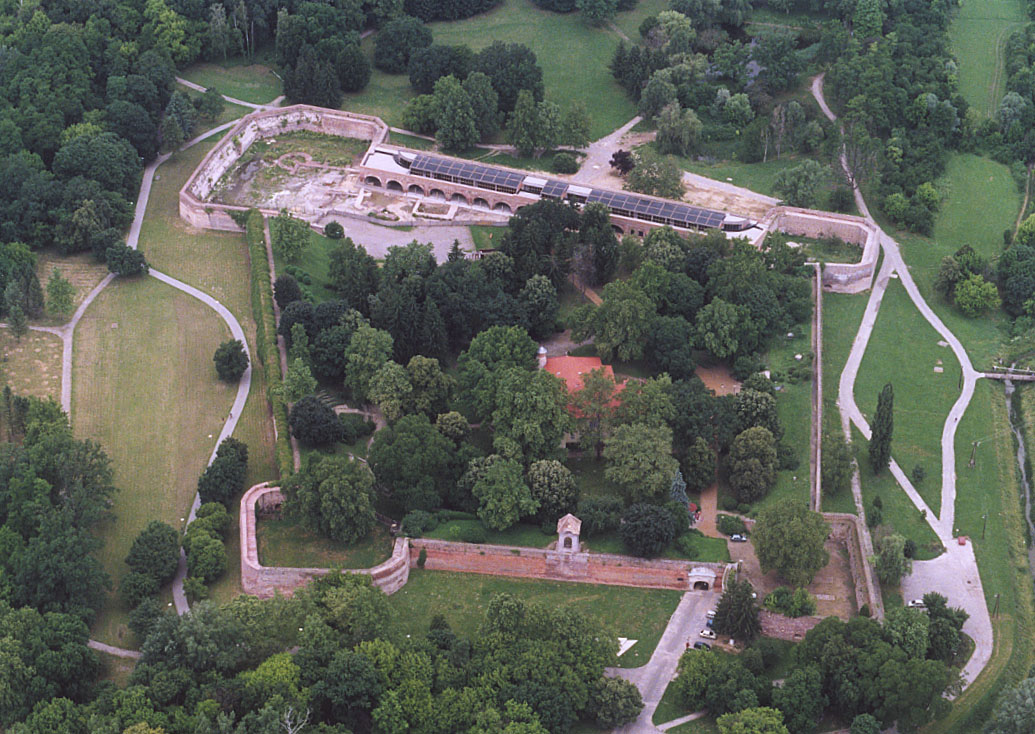
現在のスィゲトヴァール要塞

1566年1月、治世46年目の新年を迎えたスレイマン1世は、最後の遠征を始動した。まず3月半ばに、副宰相ペルテフ・メフメト・パシャが先遣隊としてハンガリー方面へ出陣した。5月1日、スレイマン1世はイスタンブールを発った。彼が生涯で率いた中でも最大級の遠征軍だった。72歳で痛風に苦しみ、ほとんど輿に乗ったままの行軍だったが、名目上はこれがスレイマン1世の指揮する13回目の戦役だった。彼の軍はドナウ川の氾濫に悩まされながらハンガリーへ向かった。
対する神聖ローマ帝国・ハンガリー側では、神聖ローマ皇帝マクシミリアン2世がトルコ税の増額を取り付けたものの、帝国内の問題で帝国議会が長引き、これが閉会して皇帝が議会から解放されたのは5月30日のことであった。前線ではジェールの司令官エック・フォン・サルムがオスマン軍の別動隊を撃退し、スレイマン1世到着前にオスマン帝国領へ逆侵攻しいくつもの要塞を奪取した。しかしマクシミリアン2世は自分の軍勢召集を優先し、エック・フォン・サルムに進撃を止め、奪取した要塞の防衛に専念するよう命じた。8月12日にようやく出陣したマクシミリアン2世の軍勢は約6万人で、ハンガリーやクロアチアに駐留しているものを含めれば約8万5000人となった。

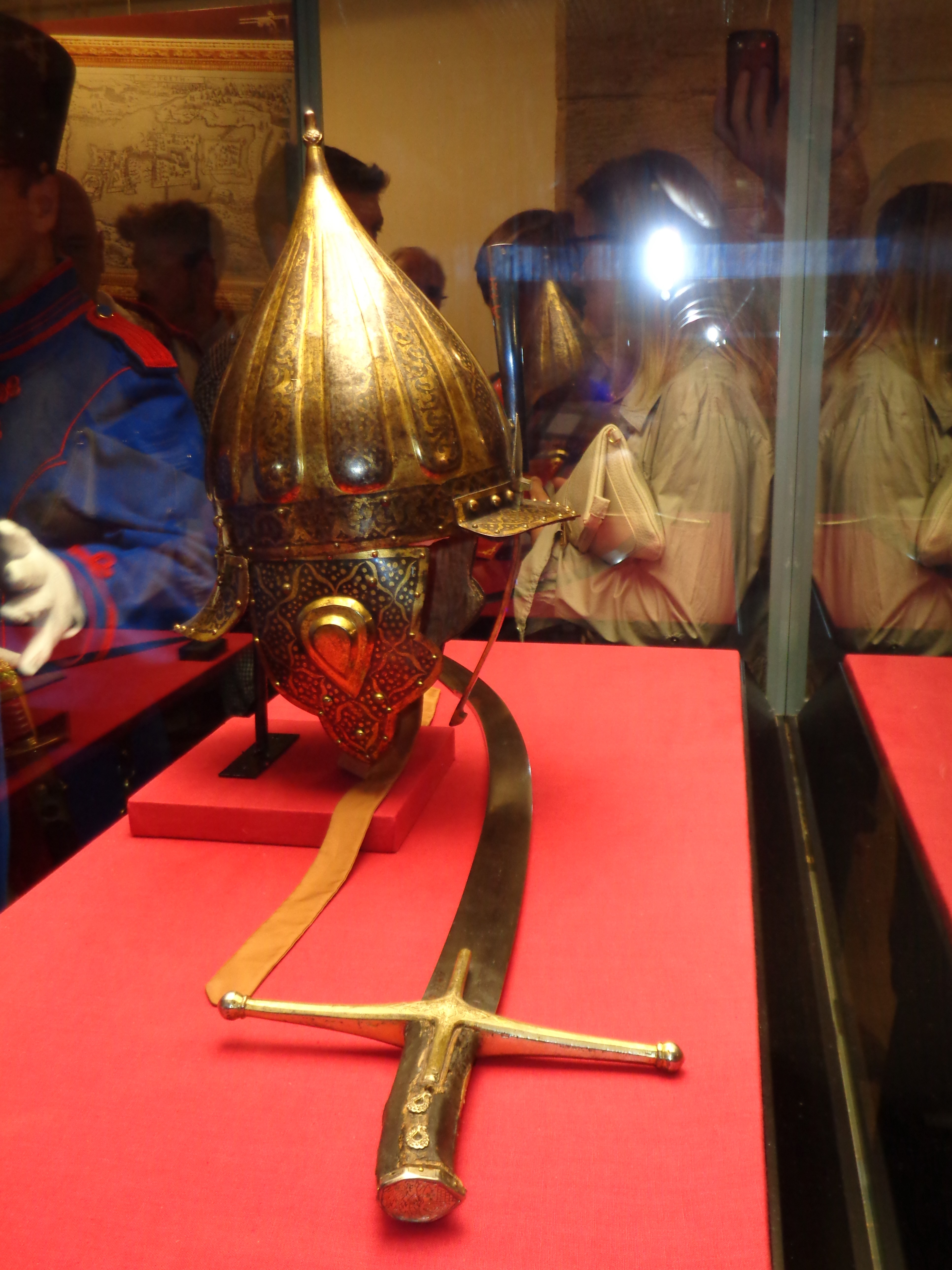
ニコラ・シュビッチ・ズリンスキの剣と兜。2016年9月にスィゲトヴァール包囲戦450周年を記念するメジムリェ博物館の展覧会で展示された。

スレイマン1世は49日の行軍の末、6月27日にベオグラードに着き、東ハンガリー王ヤーノシュ2世と面会した。元よりスレイマン1世は、ゆくゆくはヤーノシュ2世を全ハンガリーの王にすると約束していた。神聖ローマ帝国側の将軍ニコラ・シュビッチ・ズリンスキがシクローシュのオスマン軍野営地襲撃に成功したとの報が入ると、スレイマン1世はエゲル攻撃を中断し、ズリンスキの脅威を排除するため彼の城スィゲトヴァールへと矛先を向けた。
ニコラ・シュビッチ・ズリンスキはクロアチア王国内の最大の領主で歴戦のベテランであり、また1542年から1556年まではクロアチアのバンの位にあった。彼は第一次ウィーン包囲で頭角を現した後、軍人として輝かしい経歴を歩んでいた。

## 包囲戦

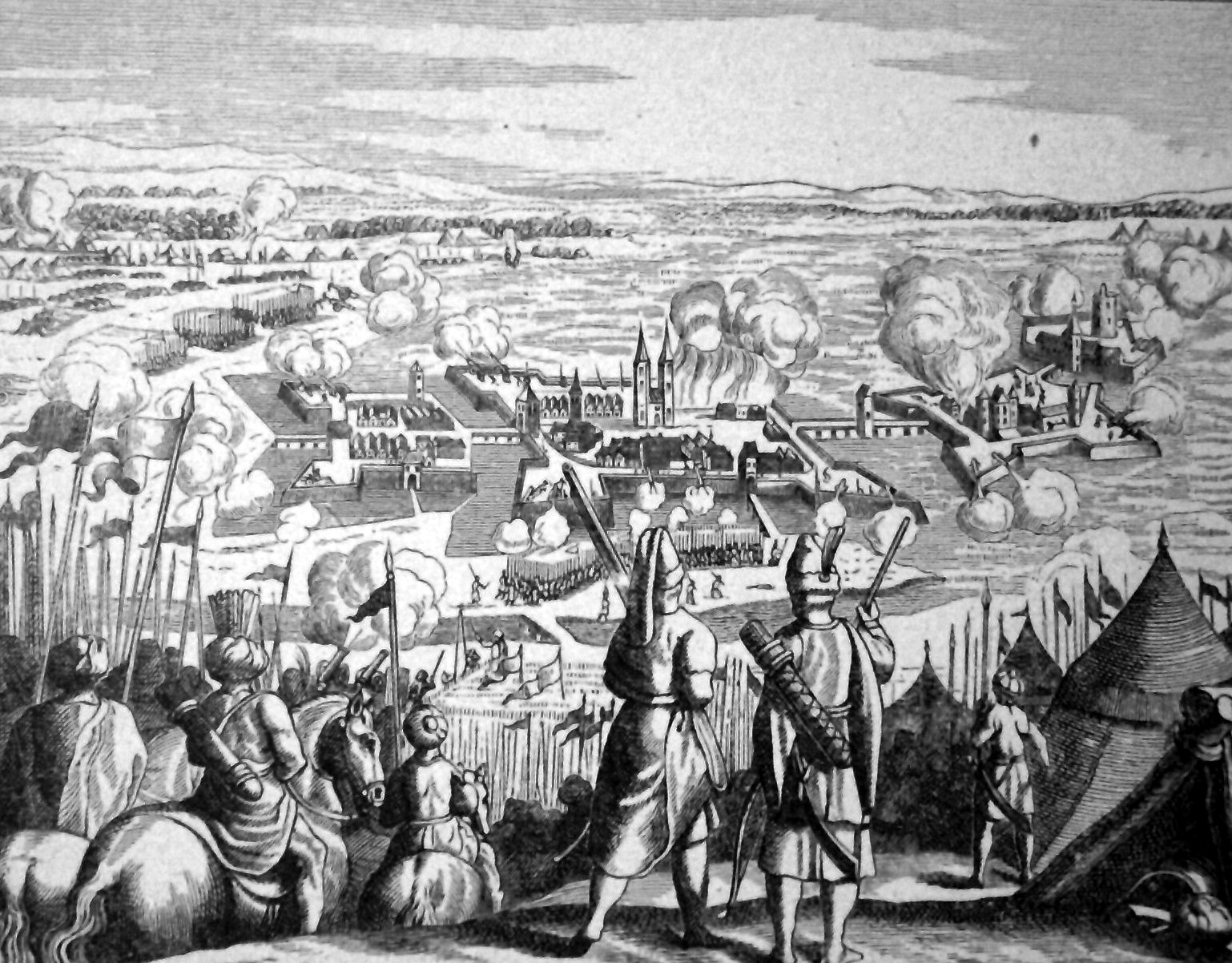
スィゲトヴァール要塞を前に陣取るオスマン軍

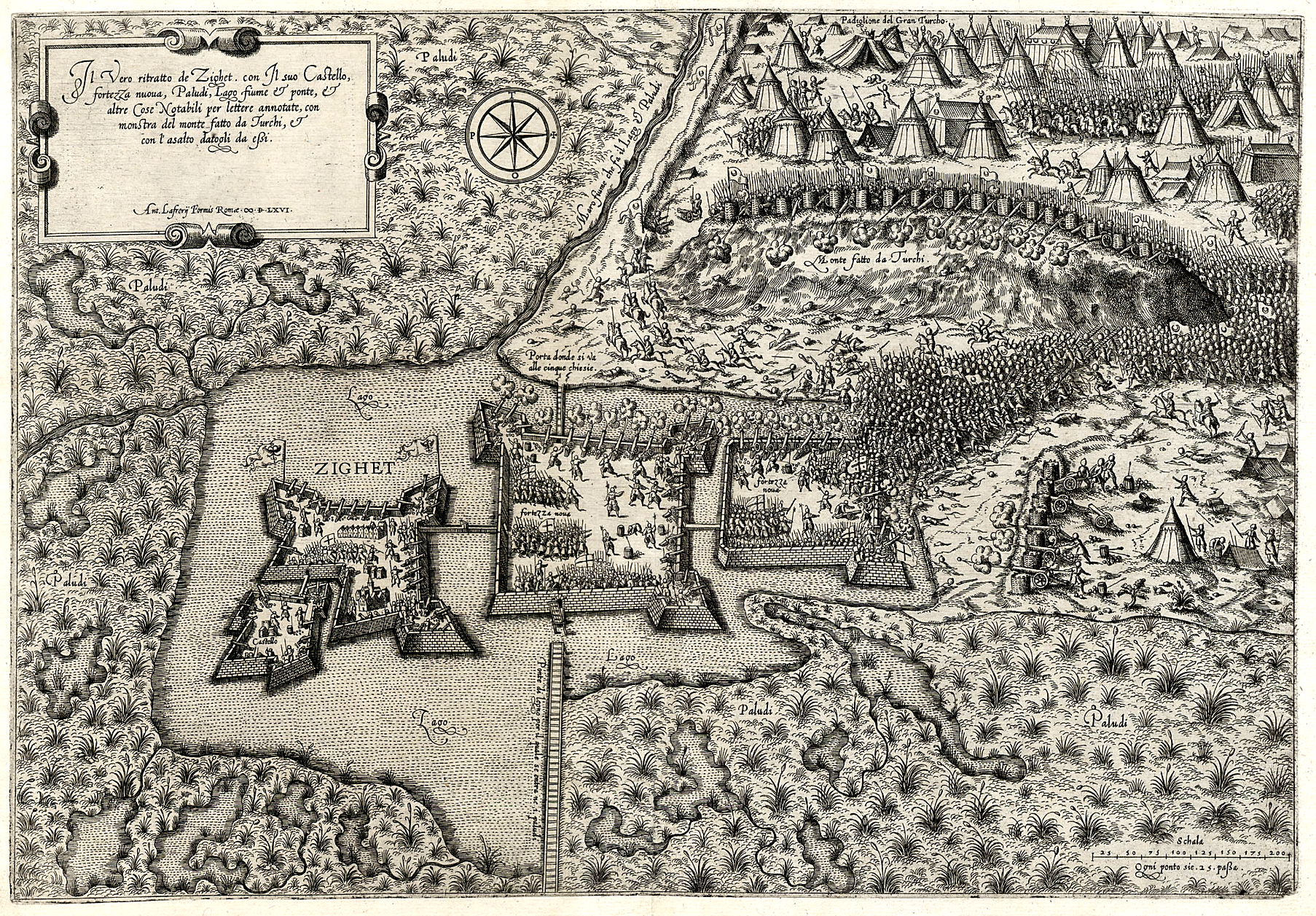
包囲戦の鳥観図

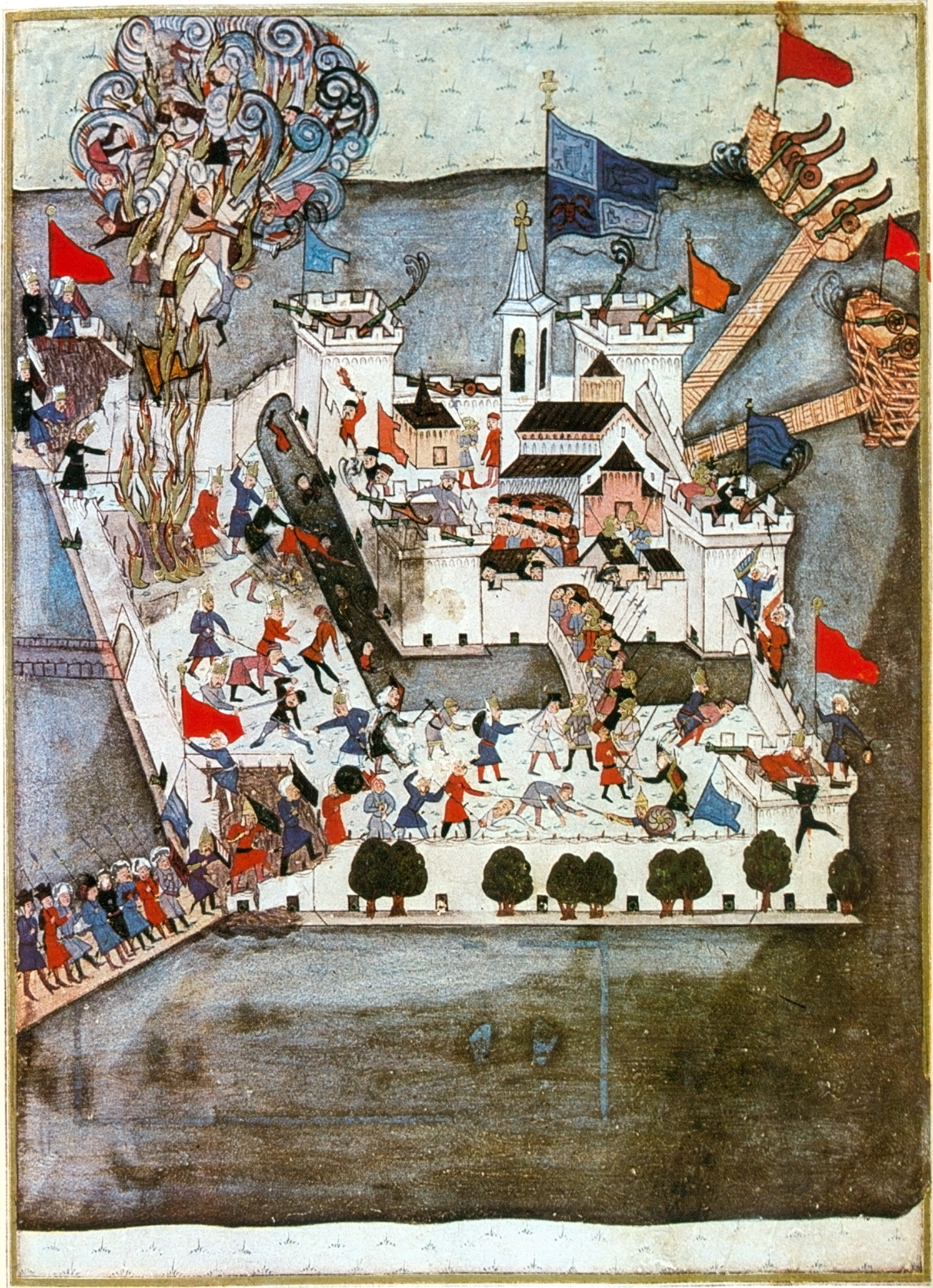
スィゲトヴァール包囲戦。16世紀の細密画

オスマン軍の先遣隊がスィゲトヴァールに到着し、包囲を開始したのは1566年8月2日である。防衛軍はたびたび出撃して、オスマン軍にかなりの被害を与えた。スレイマン1世率いる本軍も氾濫するドナウ川に進軍を阻まれたので、スィゲトヴァール攻撃に加わることになった。スレイマン1世の本軍は8月5日に着陣し、彼の巨大なテントが戦場を一望できるシミレホフの丘に建てられた。しかし病のため彼は陣営に留まって各部署から報告を受けることしかできず、実質的な指揮は大宰相ソコルル・メフメト・パシャがとった。
スィゲトヴァールに戻っていたズリンスキを包囲したのは、少なくとも15万人の兵と強力な大砲群からなるオスマン軍であった。彼のもとにいた守備兵は僅か2300人のクロアチア人とハンガリー人だった。彼らはズリンスキ自身の兵や、彼の友人・同盟者の兵だったと考えられている。そうした主な防衛側の将には、ガシュパル・アラピッチ伯とその副官ミクローシュ・コバク、ペタル・パタチッチ、ヴク・パプルトヴィチらが挙げられる。多数派だったのはクロアチア人だが、居合わせたハンガリー人の数も多く、どちらも重騎兵を主力に擁していた。
スィゲトヴァールは堀によって旧市街、新市街、城塞という3つの地域に分かれており、それぞれが橋や土手道で接続されていた 。また城塞部の中でも、内郭（現在城郭が残っている範囲とかさなる）はそれほど高所に建てられていたわけでもないが、2つの谷で隔てられているため強襲が極めて困難な要塞となっていた。この内郭が最後の総攻撃まで防衛軍を守り続けた。
スレイマン1世が城下に現れた時、城壁には赤い布がかけられ、あたかも祭りの最中であるように見えた。オスマン帝国の大軍を歓迎するかのように、城から大砲が一発だけ放たれた。8月6日、スレイマン1世の指示により最初の強襲がかけられたが、失敗に終わった。とはいえ防衛軍の人員が絶望的に不足しているのは明らかだったが、ウィーンからハプスブルク帝国の援軍がスィゲトヴァールに送られることはなかった。
1か月以上にわたる壮絶な戦闘の末、ズリンスキら防衛軍の生き残りは旧市街へ撤退し、最後の抵抗の準備をした。スレイマン1世はズリンスキにクロアチアの（オスマン帝国の影響下での）支配権をちらつかせ降伏を促した。しかしズリンスキは返答せず、抵抗を続けた。神聖ローマ皇帝マクシミリアン2世は8万人の大軍とともにジェール近郊に布陣していた。以前に直接スィゲトヴァール救援に向かう、あるいはエステルゴムを包囲してオスマン帝国軍に圧力をかけスィゲトヴァールを救うといった策も出ていたが却下され、結局スィゲトヴァールを救う手立てが打たれることはなかった。様子見に終始した理を、後にマクシミリアン2世は1567年の帝国議会に出した報告書の中で、スレイマン1世の意図が分からず、またオスマン軍があまりに強大だったからだと説明している。
スィゲトヴァールの陥落はもはや必然的だったが、オスマン軍の首脳部は総攻撃を渋った。そうしているうちに、9月6日にスレイマン1世が陣没した。彼の死はあらゆる手段によって隠し通され、スルタンの最側近のみがそれを知っていた 。兵士が戦闘放棄するのを恐れた側近たちにより、スレイマン1世の死は伏せられ、跡継ぎのセリム（2世）に急使が送られた。おそらくこの使者は手紙の内容を知らなかったはずだが、彼はアナトリアのセリムのもとへわずか8日間で到達した。

### 最後の戦闘

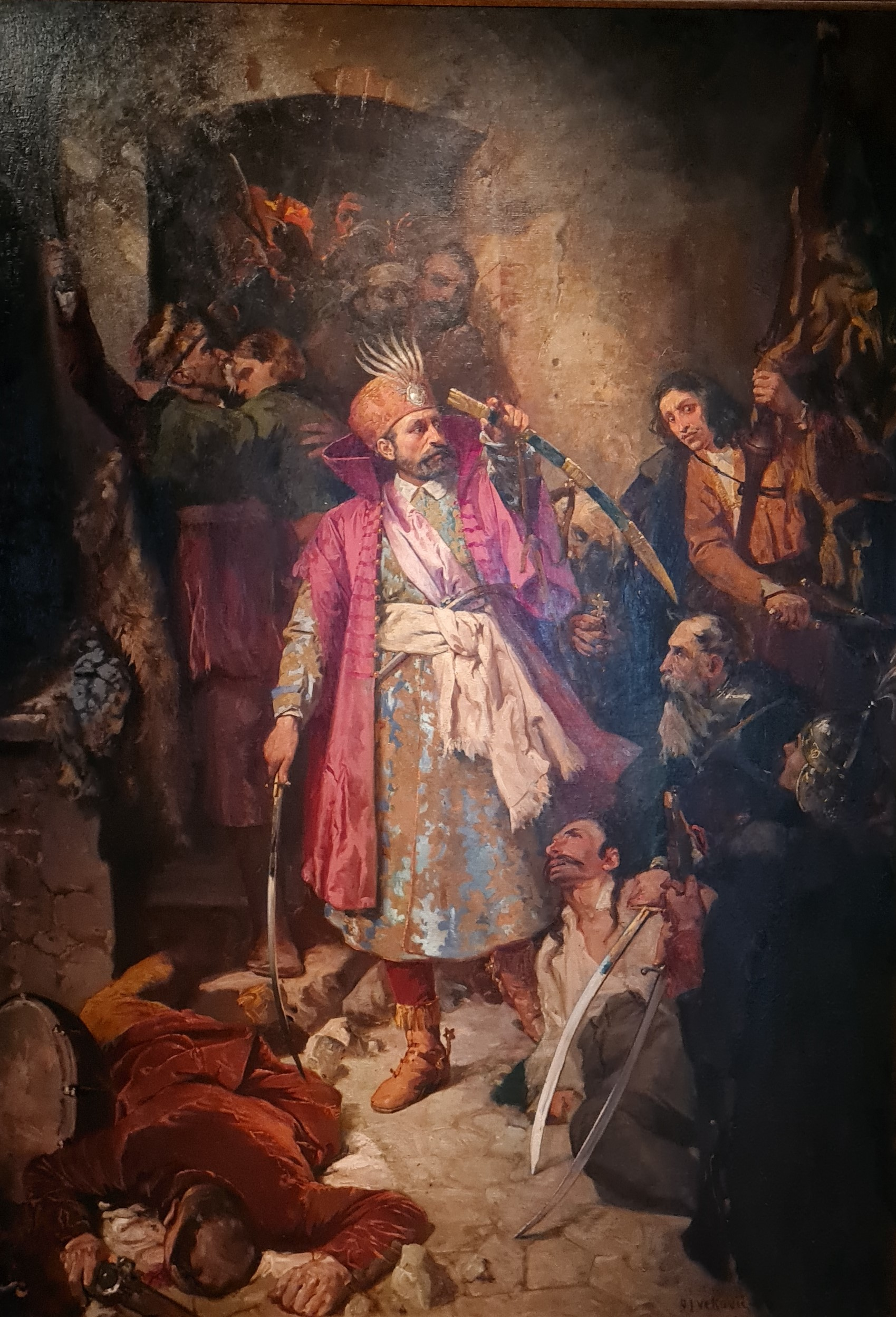
最後の戦いに備えるニコラ・シュビッチ・ズリンスキ（オトン・イヴェコヴィッチ作）

スレイマン1世が死去した翌日の9月7日が包囲戦の最後の一日となった。この時すでに、要塞の城壁は砲撃や坑道からの爆破などによりほとんど体を成していなかった。朝に総攻撃が始まり、膨大な数のギリシアの火や砲弾が撃ち込まれた。ロバート・ウィリアム・フレイザーによれば、包囲戦で要塞に打ち込まれた砲弾は1万発を越えた。スィゲトヴァールの防衛上の最後の中枢だった城郭は焼け落ち、伯の住居にも灰が降りかかった。

オスマン軍が軍楽や雄叫びとともに街に迫る中、ズリンスキは最後の演説をした。
| 「 | ...この燃え上がる地から出て、敵に立ち向かおう。ここで死んだ者は神の御許へ行くだろう。死ななかったものは、その名を讃えられるだろう。まず私が先に行くから、お前たちも同じようにせよ。神に誓って、私はお前たちを置いていきはしないぞ、我が兄弟、騎士たちよ！... | 」 |

ズリンスキらは最後の攻撃に至っても城内への敵の侵入を許さなかった。オスマン兵が城門の前の細い橋に殺到したとき、防衛側は突然門を開いて大砲から鉄の塊を水平射撃し、たちまち600人の敵を殺害した。そしてズリンスキは600人の残存兵に突撃を命じた。先頭に立っていた彼は胸に2発の銃弾、頭部に矢を受けて戦死した。一部の生き残った兵たちは城内に撤退した。
まもなくオスマン兵が城内に乱入し、生存者のほとんどを殺害した。ごく一部には、彼らの勇敢さを讃えたイェニチェリによって命を助けられた者もいた。彼らの手引きにより、わずか7人の騎士がオスマン軍の戦列を潜り抜けて逃げ延びた。ズリンスキの遺体は首をはねられ、その首はメフメト・パシャによりブディン太守ソクルル・ムスタファのもとへ、もしくは新スルタンセリム2世のもとへ送られたと考えられているが、最終的には1566年9月に、息子ジュラジ4世ズリンスキと、ボルディジャール・バッディアーニ、フェレンツ・タヒにより、現在のクロアチアのシェンコヴェツ市スヴェタ・イェレナにあるパウリネ修道院に埋葬された。一方遺体の体は、包囲戦中に捕虜となりつつもズリンスキによく扱われたオスマン軍兵により、名誉を保って葬られた。

### 火薬庫の爆発

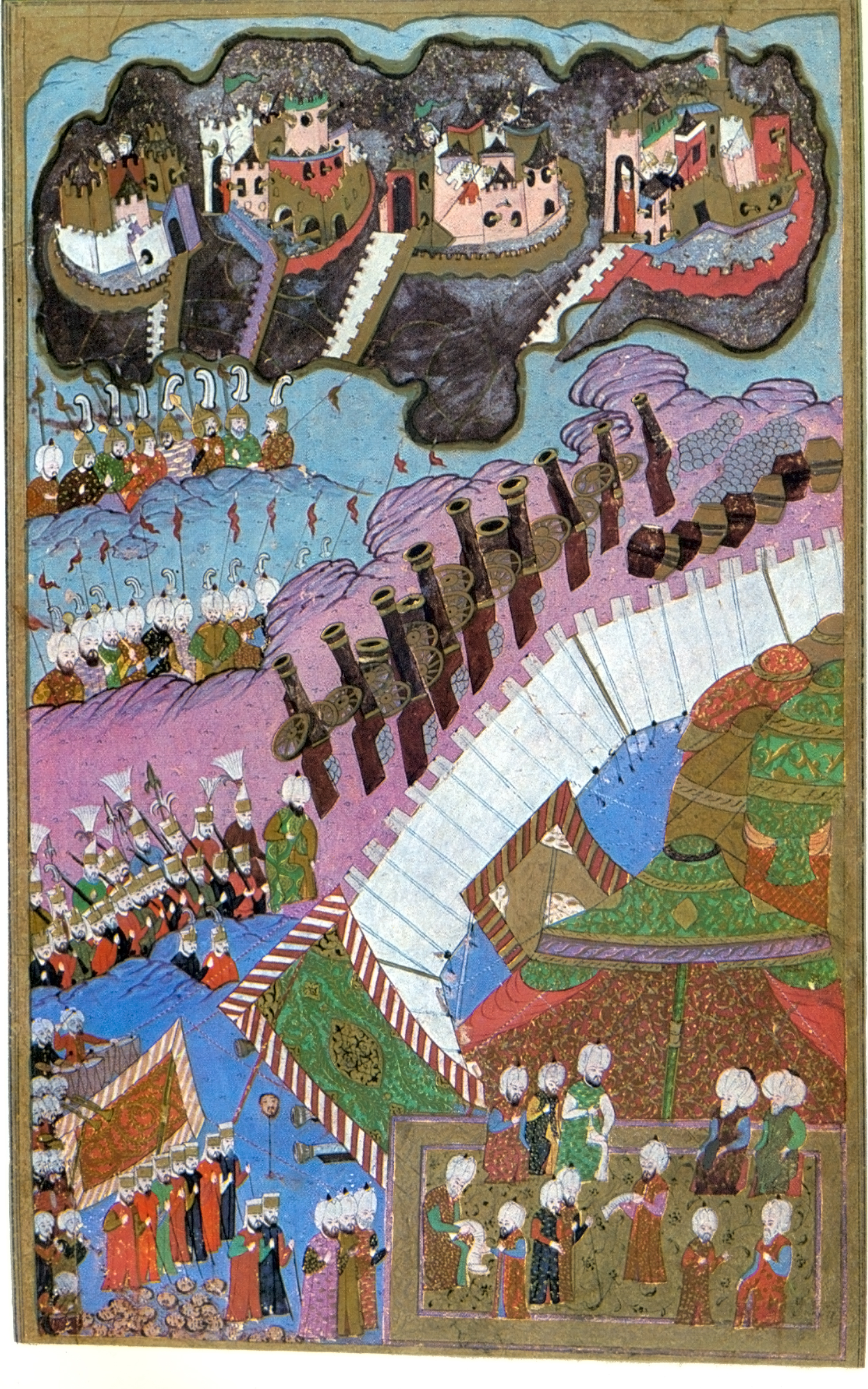
スィゲトヴァールを攻略した後のオスマン軍高官たちの会議。16世紀の細密画

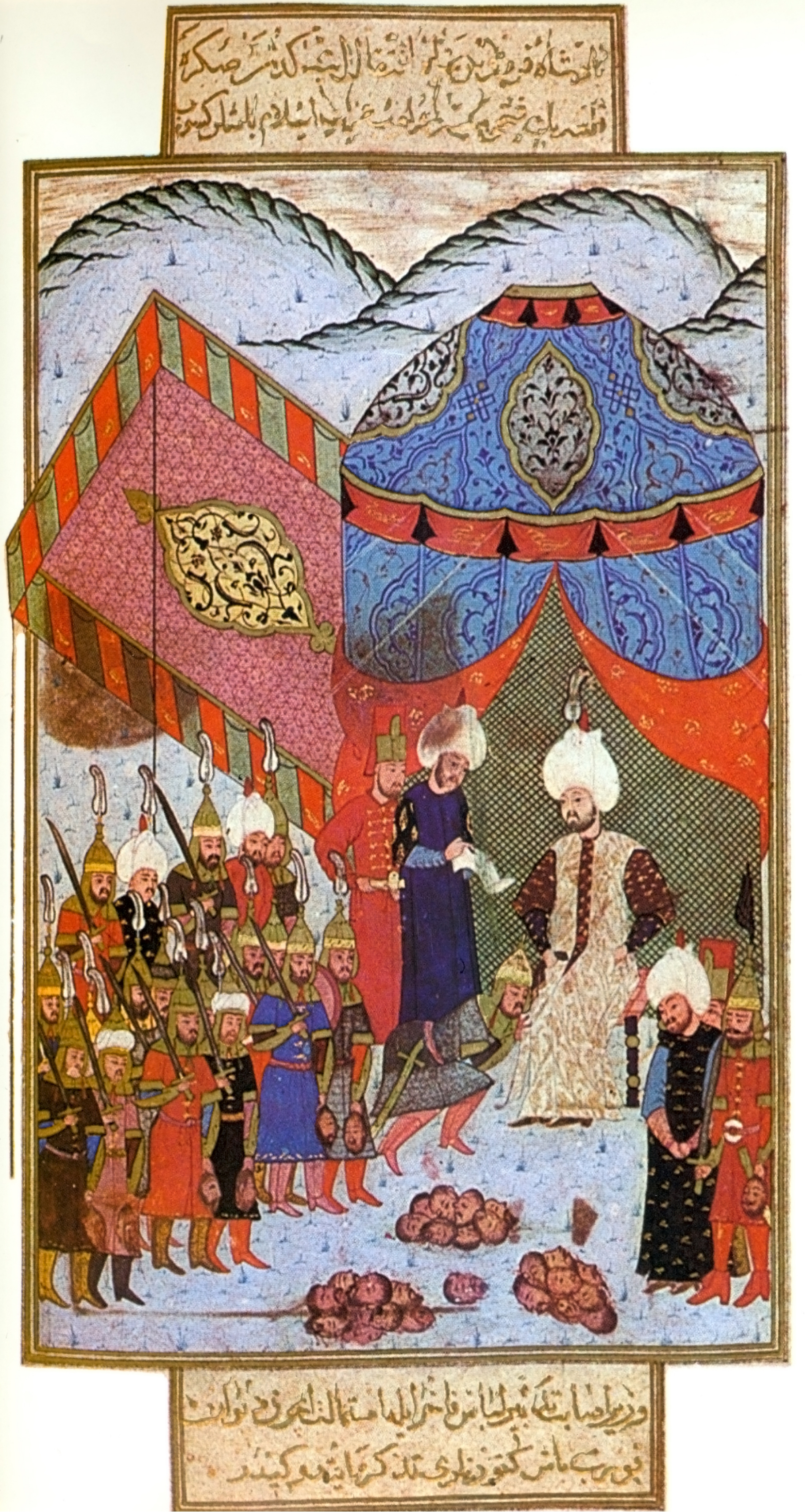
攻略後の戦利品分配。16世紀の細密画

上述の最後の戦闘の前に、ズリンスキは城内の火薬に導火線を渡し、点火するよう命じていた。ただFrancis Lieberは、火薬庫の爆発自体に疑義を挟む余地があるとしている。爆発が起きたという見方によれば、最後の城兵が倒されオスマン軍がなだれ込んだ時、誰かがこのブービートラップに触れた。これにより城の火薬庫が爆発し、数千人のオスマン兵が吹き飛ばされた。
オスマン軍の一部隊を率いて財宝を探していたヴェジール・イブラーヒームという人物がズリンスキの雇人に問うたところ、財宝はずっと以前に使い果たされており、代わりに自分たちの足元に3000ポンドもの火薬があって、燃焼の遅い火縄が渡されているのだと返答された。ヴェジールらの部隊は脱出できたものの、残っていた3000人のオスマン兵が爆発に巻き込まれ死亡した。

## 戦後
ズリンスキ以下、防衛にあたった3000人のほぼ全員が戦死した。一方オスマン軍の被害も甚大であり、3人のパシャ、7000人のイェニチェリ、その他2万8000人の兵士を失った。なお、オスマン軍の総損失は、資料によって2万人から3万5000人の間で諸説がある。

スィゲトヴァール征服後のオスマン帝国のハンガリー・クロアチアへの伸長状況（1576年初頭）

大宰相ソコルル・メフメト・パシャは、スレイマン1世の名で戦勝を告示した。この中では、スルタンは自らの健康上の問題で、成功し続けていたこの遠征が不完全に終わったことを悔いている、としている。スレイマン1世の遺体はコンスタンティノープルに戻った後もまだ生きているように扱われ、側近たちは宮廷のおくでスルタンと話をしているふりをした。オスマン帝国の資料によれば、この偽装は3週間続けられ、秘密を守るためにスルタン付きの医師も絞殺された。
副宰相ペルテフの別動隊は、先立つ9月1日にジュラを1か月の包囲の末に陥落させていた。スィゲトヴァールのオスマン軍とジェールの神聖ローマ帝国軍がにらみ合っている間に、ジュラ包囲戦に参加していたテメシュヴァール太守はさらに2つ要塞を奪取した。一方クロアチアでは、クラインの司令官らがオスマン帝国側の要塞2つを焼き、太守1人を捕虜にした。マクシミリアン2世もエック・フォン・サルムにセーケシュフェヘールヴァールの要塞へ向かわせ戦闘を挑ませようとしたが、オスマン軍守備隊が応じなかったので不首尾に終わった。
遠征の長旅と長期化した包囲戦が、スルタンの健康を著しく害し死に至らしめたようである。最高司令官となった大宰相ソコルル・メフメト・パシャはセリム2世の帝位継承のためにコンスタンティノープルに帰らねばならず、ウィーンを目指した遠征は延期されることになった。例えスレイマン1世の死が無くとも、包囲戦の長期化のため冬が近づいており、オスマン軍は目的を果たさないまま撤退を余儀なくされただろうと考えられている。ズリンスキらの長きにわたった抵抗が、オスマン軍のウィーン侵攻を遅らせたのである。
神聖ローマ皇帝マクシミリアン2世は、クロアチア貴族アントゥン・ヴランチッチとシュタイアー貴族クリストフ・トイフェンバッハをオスマン帝国に派遣し、彼らは1567年8月26日にイスタンブールに入り、セリム2世に歓待された。大宰相ソコルル・メフメト・パシャ（彼自身の出身はボスニアだった）との5か月にわたる交渉の結果、1568年2月17日に両者は和平の合意に達し、同21日にアドリアノープル条約が締結された。マクシミリアン2世は毎年3万ドゥカートの賠償金を支払うことになった。ウィーンまでは達さなかったものの、スレイマン1世最後の遠征のおかげでオスマン帝国はハンガリーで東西に大きく領土を拡張した。しかしスレイマン1世の後継者であるセリム2世は、その拡張政策は受け継がなかった。セリム2世が条約で認めたのは8年間の停戦だったが、結果として1593年の長トルコ戦争勃発まで25年もの間平和が保たれた。

## 文化的影響

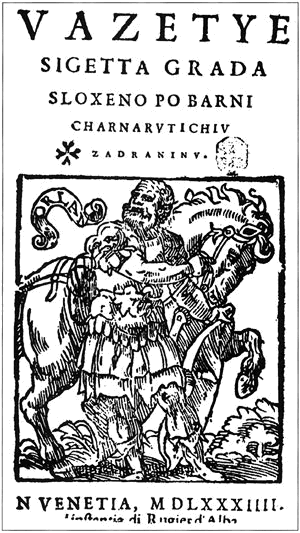
『スィゲト市の征服』初版の表紙（1584年）

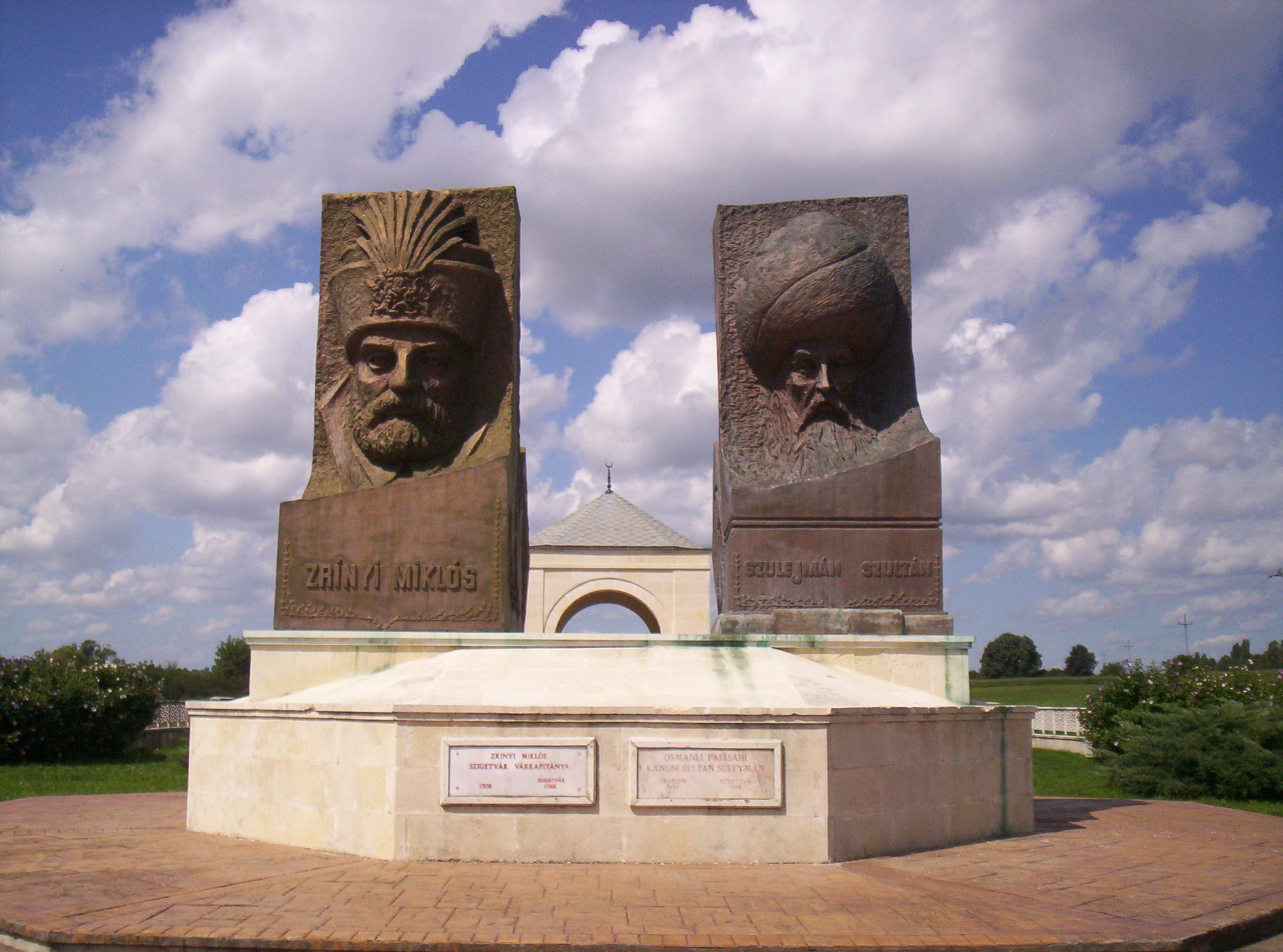
スィゲトヴァール公園のトルコ・ハンガリー友好記念碑。左がズリンスキ、右がスレイマン1世。

クロアチア・ザダル出身のルネサンス詩人・作家ブルネ・カルナルティッチは、1573年以前にスィゲト市の征服 (クロアチア語: Vazetje Sigeta grada)を著した。これは彼の死後の1584年にヴェネツィアで出版された。これはスィゲトヴァール包囲戦について、またクロアチアの歴史についてうたった最初の叙事詩であった。この作品はマルコ・マルリッチの『ユディタ』の影響を受けており、さらにこの『ユディタ』は『ユディト記』の影響を受けている。
ニコラ・シュビッチ・ズリンスキの曽孫でクロアチアのバンとなったニコラ・ズリンスキ（ニコラ7世ズリンスキ、ハンガリー語名ズリーニ・ミクローシュ）は『スィゲトの危難』(ハンガリー語:Szigeti Veszedelem)を1647年に著し、1651年に出版した。これはハンガリー語で書かれた最初の叙事詩の一つで、ブルネ・カルナルティッチと同様にマルコ・マルリッチの『ユディタ』から影響をうけている。ケネス・クラークの有名な歴史TVジリーズ『文明』では、ニコラ・ズリンスキの『スィゲトの危難』を17世紀文学の代表的作品に挙げている。ニコラをはじめとしたズリンスキ家の人々は、政治的にはオスマン帝国と激しく戦い続けたが、詩の中ではオスマン帝国を悪魔化するようなことはしなかった。あくまでもトルコ人たちは人間として描かれ、タタール人のデリマンとスルタンの娘クミッラの恋物語が物語の中心に織り交ぜられてさえいる。ニコラ・ズリンスキの弟ペタル・ズリンスキ（ハンガリー語名ズリーニ・ペーテル）は、1647/8年にクロアチア語で『スィゲトの危難』（クロアチア語: Opsida Sigecka）を出版している。ズリンスキ家の人々はハンガリー語とクロアチア語のバイリンガルであったため、これは驚くべきことではない。
またクロアチアの軍人で詩人のパヴァオ・リッテル・ヴィテゾヴィチも、スィゲトヴァールの戦いに触れている。1684年に出版された彼の詩『スィゲトの告別』は、憎しみや復讐心抜きに、戦いの記憶を呼び起こしている。最後の4編は「墓石」と題され、クロアチアとオスマン帝国双方の戦死者に同等の敬意を表する墓碑詩となっている。
ドイツ人の詩人カール・テオドール・ケーナーは、1812年にスィゲトヴァールの戦いを描き「ズリニ」と題した戯曲を発表した。クロアチアの作曲家イヴァン・ザイツが1876年に発表したオペラ『ニコラ・シュビッチ・ズリンスキ』は、クロアチアで彼の代表作とされ、最も人気がある作品である。この作品は、ザイツの時期に活動していた、ハプスブルク帝国に対抗するクロアチアのナショナリストたちのメタファーとして、トルコ人に対する「クロアチア人の」英雄的な抵抗を呼び覚まそうとするものであった。ズリンスキは、家族や盟友たちと共に、スィゲトの城の中で2度にわたりオスマン帝国を撃退した末に犠牲的な死を遂げた16世紀クロアチア人の英雄として描写された。このザイツの愛国的なオペラに使われている合唱曲が、有名な『ウ・ボイ、ウ・ボイ』である。